# Futbol'ny Klub BATĖ 2023
Questa voce raccoglie le informazioni riguardanti il BATĖ Borisov nelle competizioni ufficiali della stagione 2023.

## Maglie e sponsor
Per la stagione 2023, il fornitore tecnico è Adidas, mentre lo sponsor ufficiale è Fonbet.
| 1ª divisa | 2ª divisa |

## Rosa
| N. |                           | Ruolo | Calciatore           |
| -- | ------------------------- | ----- | -------------------- |
| 3  | Bielorussia (bandiera)    | D     | Zachar Volkaŭ        |
| 3  | Bielorussia (bandiera)    | D     | Ruslan Chadarkevič   |
| 4  | Russia (bandiera)         | D     | Aleksandr Martynov   |
| 5  | Senegal (bandiera)        | D     | Sidi Bane            |
| 6  | Costa d'Avorio (bandiera) | C     | Zai Sidibe           |
| 7  | Bielorussia (bandiera)    | A     | Mikita Njakrasaŭ     |
| 8  | Bielorussia (bandiera)    | C     | Stanislaŭ Drahun     |
| 9  | Bielorussia (bandiera)    | A     | Il'ja Vasilevič      |
| 10 | Bielorussia (bandiera)    | C     | Valeryj Hramyka      |
| 11 | Serbia (bandiera)         | A     | Damjan Dostanić      |
| 14 | Costa d'Avorio (bandiera) | D     | Sherif Jimoh         |
| 15 | Bielorussia (bandiera)    | C     | Valeryj Bačaroŭ      |
| 17 | Bielorussia (bandiera)    | C     | Danila Njačaeŭ       |
| 18 | Bielorussia (bandiera)    | C     | Dzjanis Hračycha     |
| 19 | Bielorussia (bandiera)    | C     | Dzmitryj Bjassmertny |
| 21 | Bielorussia (bandiera)    | D     | Maksim Bardačoŭ      |
| 23 | Bielorussia (bandiera)    | A     | Dzmitryj Padstrėlaŭ  |

| N. |                        | Ruolo | Calciatore           |
| -- | ---------------------- | ----- | -------------------- |
| 24 | Bielorussia (bandiera) | C     | Sjarhej Volkaŭ       |
| 26 | Bielorussia (bandiera) | A     | Aljaksandr Šascjuk   |
| 27 | Bielorussia (bandiera) | D     | Viktar Sotnikaŭ      |
| 28 | Bielorussia (bandiera) | C     | Kiryl Čarnavok       |
| 29 | Bielorussia (bandiera) | D     | Jaraslaŭ Araškevič   |
| 30 | Bielorussia (bandiera) | P     | Aljaksandr Hutar     |
| 35 | Bielorussia (bandiera) | P     | Andrėj Kudravec      |
| 44 | Bielorussia (bandiera) | D     | Uladzislaŭ Mal'kevič |
| 48 | Bielorussia (bandiera) | P     | Dzjanis Ščarbicki    |
| 50 | Serbia (bandiera)      | C     | Sead Islamović       |
| 51 | Bielorussia (bandiera) | P     | Vjačaslaŭ Dzerhačoŭ  |
| 55 | Bielorussia (bandiera) | A     | Dzjanis Lapceŭ       |
| 80 | Bielorussia (bandiera) | A     | Arcëm Kancavy        |
| 89 | Bielorussia (bandiera) | A     | Aljaksandr Francuzaŭ |
| 90 | Bielorussia (bandiera) | A     | Dzmitryj Ancileŭski  |
| 97 | Bielorussia (bandiera) | C     | Timofėj Šarkoŭski    |
| 98 | Bielorussia (bandiera) | D     | Macveŭ Svidzinski    |

## Calciomercato

### Sessione invernale
| Acquisti | Acquisti           | Acquisti           | Acquisti      |
| R.       | Nome               | da                 | Modalità      |
| -------- | ------------------ | ------------------ | ------------- |
| D        | Sherif Jimoh       | Nëman              | svincolato    |
| D        | Mikita Supranovič  | Arsenal Dzjaržynsk | fine prestito |
| D        | Zachar Volkaŭ      | Chimki             | fine prestito |
| C        | Dzjanis Hračycha   | Dinamo Minsk       | svincolato    |
| C        | Sead Islamović     | Novi Pazar         | svincolato    |
| C        | Aljaksej Nasko     | Maqtaaral          | fine prestito |
| C        | Sjarhej Volkaŭ     | Vicebsk            | fine prestito |
| A        | Nuradeen Idris     | Arsenal Dzjaržynsk | fine prestito |
| A        | Arcëm Kancavy      | Dinamo Minsk       | svincolato    |
| A        | Dzjanis Lapceŭ     | Torpedo Mosca      | svincolato    |
| A        | Aljaksandr Šascjuk | Dinamo Brėst       | svincolato    |
| A        | Shokhboz Umarov    | Ordabasy           | fine prestito |

| Cessioni | Cessioni          | Cessioni      | Cessioni   |
| R.       | Nome              | a             | Modalità   |
| -------- | ----------------- | ------------- | ---------- |
| D        | Jakov Filipović   | KSK Beveren   | svincolato |
| D        | Viktar Sotnikaŭ   | Bunyodkor     | prestito   |
| D        | Mikita Supranovič | Belšyna       | prestito   |
| C        | Aljaksej Nasko    | Bunyodkor     | prestito   |
| C        | Sjarhej Sazončyk  | Slavija-Mazyr | svincolato |
| A        | Nemanja Milić     | Mladost GAT   | svincolato |
| A        | Arcëm Šumanski    | Arīs Limassol | definitivo |
| A        | Shokhboz Umarov   | Ordabasy      | definitivo |

### Sessione estiva
| Acquisti | Acquisti            | Acquisti          | Acquisti      |
| R.       | Nome                | da                | Modalità      |
| -------- | ------------------- | ----------------- | ------------- |
| P        | Aljaksandr Hutar    | Šachcër Salihorsk | definitivo    |
| D        | Ruslan Chadarkevič  | Dinamo Minsk      | svincolato    |
| D        | Viktar Sotnikaŭ     | Bunyodkor         | fine prestito |
| D        | Mikita Supranovič   | Belšyna           | fine prestito |
| C        | Kiryl Čarnavok      | Minsk             | definitivo    |
| C        | Zai Sidibe          |                   | svincolato    |
| A        | Dzmitryj Padstrėlaŭ | Kaspıı            | svincolato    |

| Cessioni | Cessioni             | Cessioni         | Cessioni      |
| R.       | Nome                 | a                | Modalità      |
| -------- | -------------------- | ---------------- | ------------- |
| P        | Dzjanis Ščarbicki    | Ural             | svincolato    |
| D        | Jaraslaŭ Araškevič   | Velež Mostar     | definitivo    |
| D        | Maksim Bardačoŭ      |                  | fine carriera |
| D        | Mikita Supranovič    | Spartak Kostroma | svincolato    |
| D        | Zachar Volkaŭ        | Chimki           | definitivo    |
| C        | Dzmitryj Bjassmertny | Aqtöbe           | svincolato    |

## Risultati

### Vyšėjšaja Liha

#### Girone d'andata
| Arbitro: | Stecurin (Brėst) |

|  |           |                              |
|  | Marcatori | 44’ Ancileŭski 73’ Francuzaŭ |

| Arbitro: | Kurhcheli (Homel') |

|                    |           |               |
| Hramyka 53’ (rig.) | Marcatori | 13’ Griščenko |

| Arbitro: | Markov (Mahilëŭ) |

|                          |           |                             |
| Kasarab 64’ Dušėŭski 84’ | Marcatori | 23’ Bane 78’ (rig.) Hramyka |

| Arbitro: | Kul'bakoŭ (Homel') |

|                   |           |                                                |
| Orinho 61’ (aut.) | Marcatori | 53’ (rig.) Bykaŭ 66’ Nikifarėnka 90+2’ Marozaŭ |

| Arbitro: | Horajutin (Minsk) |

|              |           |                           |
| Kavalevič 8’ | Marcatori | 75’ Bačaroŭ 79’ Mal'kevič |

| Arbitro: | Stecurin (Brėst) |

|                     |           |  |
| Bačaroŭ 4’ Bane 41’ | Marcatori |  |

| Arbitro: | Kul'bakoŭ (Homel') |

|  |           |                                              |
|  | Marcatori | 38’ Kancavy 42’ Šascjuk 60’ (rig.) Z. Volkaŭ |

| Arbitro: | Dmitriev (Fanipal') |

|               |           |                                       |
| Z. Volkaŭ 41’ | Marcatori | 45+1’ Gluščenkov 88’ (rig.) Lisakovič |

| Arbitro: | Šumilov (Minsk) |

|               |           |             |
| Arcjuch 90+4’ | Marcatori | 54’ Hramyka |

| Arbitro: | Obeleŭski (Hrodna) |

|             |           |                |
| Hramyka 26’ | Marcatori | 90+4’ Panjukov |

| Arbitro: | Horajutin (Minsk) |

|              |           |  |
| Pušnjakŭ 41’ | Marcatori |  |

| 9 giugno 2023 12ª giornata |  | – (turno di riposo) |  |  |

| Arbitro: | Šimusik (Asipovičy) |

|          |           |                          |
| Bane 16’ | Marcatori | 19’ Puchov 81’ Kirylenka |

| Arbitro: | Kul'bakoŭ (Homel') |

|  |           |             |
|  | Marcatori | 39’ Hramyka |

| Arbitro: | Dmitriev (Fanipal') |

|                                |           |  |
| Lapceŭ 5’ Hramyka 90+6’ (rig.) | Marcatori |  |

#### Girone di ritorno
| Arbitro: | Markov (Mahilëŭ) |

|            |           |                             |
| Lapceŭ 85’ | Marcatori | 22’ Patapenka 70’ Kazloūski |

| Arbitro: | Šipica (Hrodna) |

|                 |           |  |
| Amel'jančuk 17’ | Marcatori |  |

| Arbitro: | Krasnikaŭ (Hrodna) |

|            |           |                               |
| Lapceŭ 55’ | Marcatori | 25’ Mihdalënak 90+4’ Martynaŭ |

| Arbitro: | Šimusik (Asipovičy) |

|  |           |                |
|  | Marcatori | 70’ Ancileŭski |

| Arbitro: | Dmitriev (Fanipal') |

|                                     |           |  |
| Padstrėlaŭ 4’, 76’ Hramyka 10’, 64’ | Marcatori |  |

| Arbitro: | Kurhcheli (Homel') |

|             |           |                            |
| Intsoen 18’ | Marcatori | 37’ Lapceŭ 90+4’ Vasilevič |

| Arbitro: | Lobacevič (Vicebsk) |

|                       |           |         |
| Lapceŭ 3’ Bačaroŭ 37’ | Marcatori | 39’ Sen |

| Arbitro: | Kul'bakoŭ (Homel') |

|              |           |                      |
| Harbačyk 35’ | Marcatori | 26’ (aut.) Pramudraŭ |

| Arbitro: | Dmitriev (Fanipal') |

|                       |           |                             |
| Ancileŭski 45’ (rig.) | Marcatori | 49’ (rig.) Makas' 88’ Pigas |

| Arbitro: | Obeleŭski (Hrodna) |

|  |           |                          |
|  | Marcatori | 74’ Volkaŭ 90+2’ Kancavy |

| Arbitro: | Dmitriev (Fanipal') |

|                                     |           |                                  |
| Ancileŭski 25’, 36’, 71’ Lapceŭ 57’ | Marcatori | 14’ Dubinec 23’ Pletnëv 53’ Girs |

| 5 novembre 2023 27ª giornata |  | – (turno di riposo) |  |  |

| Arbitro: | Lašuk (Maladzečna) |

|  |           |                                                                            |
|  | Marcatori | 8’ Padstrėlaŭ 14’, 32’ Lapceŭ 17’, 86’ Kancavy 20’ Ancileŭski 85’ Čarnavok |

| Arbitro: | Dmitriev (Fanipal') |

|                                                     |           |                         |
| Ancileŭski 17’ Chadarkevič 82’ Ljahčylin 86’ (aut.) | Marcatori | 32’ Şükürov 50’ Zubovič |

| Arbitro: | Stecurin (Brėst) |

|                                    |           |  |
| Placca 6’ Kovalevič 68’ Ahmedi 84’ | Marcatori |  |

### Coppa di Bielorussia 2022-2023
| Arbitro: | Horajutin (Minsk) |

|  |           |                                              |
|  | Marcatori | 12’, 34’ Hramyka 29’, 68’ Kancavy 50’ Lapceŭ |

| Arbitro: | Tarasjuk (Brėst) |

|                                             |           |  |
| Lapceŭ 49’, 51’, 56’ Bane 82’ S. Volkaŭ 84’ | Marcatori |  |

| Arbitro: | Šumilov (Minsk) |

|                      |           |               |
| Z. Volkaŭ 58’ (aut.) | Marcatori | 90+1’ Šascjuk |

| Arbitro: | Stecurin (Brėst) |

|                                                |                      |                                            |
| Z. Volkaŭ Hramyka Ancileŭski Šascjuk S. Volkaŭ | Tiri di rigore 5 – 4 | Kazloŭ Paparyha Pantja Jablonski Hryboŭski |

| Arbitro: | Kul'bakoŭ (Homel') |

|  |           |                        |
|  | Marcatori | 17’ Harbačyk 80’ Ovono |

### Coppa di Bielorussia 2023-2024
| Arbitro: | Ljašuk (Uzda) |

|  |           | |
|  | Marcatori | 2’, 28’, 52’ Islamović 25’, 32’ Ancileŭski 38’ Šascjuk 62’ Vasilevič 65’, 70’, 86’ Kancavy 74’, 90’ Lapceŭ 77’ Araškevič |

| Arbitro: | Lenkovski (Minsk) |

|                                        |           |              |
| Šascjuk 3’ Svidzinski 29’ Čarnavok 39’ | Marcatori | 45’ Hančarik |

### Champions League

#### Primo turno preliminare
| Arbitro: | Verboomen |

|          |           |                |
| Cara 66’ | Marcatori | 58’ Ancileŭski |

| Arbitro: | Clancy |

|                              |           |  |
| Mal'kevič 71’ Šascjuk 90+12’ | Marcatori |  |

#### Secondo turno preliminare
| Arbitro: | Frid |

|                                                                                        |           |                             |
| Gomis 17’ (rig.), 60’ Bengtsson 32’ Bane 40’ (aut.) Montnor 83’ Stępiński 90+1’ (rig.) | Marcatori | 48’ Kancavy 65’ Chadarkevič |

| Arbitro: | Krogh |

|                                                     |           |                                                           |
| Hramyka 25’ (rig.) Martynov 48’ Lapceŭ 90+3’ (rig.) | Marcatori | 8’ Babicka 26’ Gomis 35’ Caju 56’ Bengtsson 74’ Stępiński |

### Europa League
| Arbitro: | Al-Hakim |

|                                                 |           |          |
| Ankeye 12’, 47’ Badolo 32’ Yansane 90+3’, 90+8’ | Marcatori | 50’ Bane |

| Arbitro: | Bognár |

|                          |           |                                             |
| Kancavy 25’ Lapceŭ 90+4’ | Marcatori | 40’ (rig.) Ricardinho 45+2’ (rig.) Luvannor |

### Conference League
| Arbitro: | Činkov |

|                                        |           |            |
| Jashanica 31’ Tolaj 57’, 66’ Thaçi 89’ | Marcatori | 10’ Lapceŭ |

| Arbitro: | Frischer |

|             |           |  |
| Kancavy 30’ | Marcatori |  |

## Statistiche

### Statistiche di squadra
| Competizione         | Punti | In casa | In casa | In casa | In casa | In casa | In casa | In trasferta | In trasferta | In trasferta | In trasferta | In trasferta | In trasferta | Totale | Totale | Totale | Totale | Totale | Totale | D.R. |
| Competizione         | Punti | G       | V       | N       | P       | Gf      | Gs      | G            | V            | N            | P            | Gf           | Gs           | G      | V      | N      | P      | Gf     | Gs     | D.R. |
| -------------------- | ----- | ------- | ------- | ------- | ------- | ------- | ------- | ------------ | ------------ | ------------ | ------------ | ------------ | ------------ | ------ | ------ | ------ | ------ | ------ | ------ | ---- |
| Vyšėjšaja Liha       | 47    | 14      | 6       | 2       | 6       | 25      | 21      | 14           | 8            | 3            | 3            | 24           | 11           | 28     | 14     | 5      | 9      | 49     | 32     | +17  |
| Coppa di Bielorussia | -     | 3       | 2       | 1       | 0       | 8       | 1       | 4            | 2            | 1            | 1            | 19           | 3            | 7      | 4      | 2      | 1      | 27     | 4      | +23  |
| Champions League     | -     | 2       | 1       | 0       | 1       | 5       | 5       | 2            | 0            | 1            | 1            | 3            | 7            | 4      | 1      | 1      | 2      | 8      | 12     | -4   |
| Europa League        | -     | 1       | 0       | 1       | 0       | 2       | 2       | 1            | 0            | 0            | 1            | 1            | 5            | 2      | 0      | 1      | 1      | 3      | 7      | -4   |
| Conference League    | -     | 1       | 1       | 0       | 0       | 1       | 0       | 1            | 0            | 0            | 1            | 1            | 4            | 2      | 1      | 0      | 1      | 2      | 4      | -2   |
| Totale               | -     | 21      | 10      | 4       | 7       | 41      | 29      | 22           | 10           | 5            | 7            | 48           | 30           | 43     | 20     | 9      | 14     | 89     | 59     | -30  |

### Andamento in campionato
| Giornata  | 1 | 2 | 3 | 4 | 5 | 6 | 7 | 8 | 9 | 10 | 11 | 12 | 13 | 14 | 15 | 16 | 17 | 18 | 19 | 20 | 21 | 22 | 23 | 24 | 25 | 26 | 27 | 28 | 29 | 30 |
| --------- | - | - | - | - | - | - | - | - | - | -- | -- | -- | -- | -- | -- | -- | -- | -- | -- | -- | -- | -- | -- | -- | -- | -- | -- | -- | -- | -- |
| Luogo     | T | C | T | C | T | C | T | C | T | C  | T  | –  | C  | T  | C  | C  | T  | C  | T  | C  | T  | C  | T  | C  | T  | C  | –  | T  | C  | T  |
| Risultato | V | N | N | P | V | V | V | P | N | N  | P  | –  | P  | V  | V  | P  | P  | P  | V  | V  | V  | V  | N  | P  | V  | V  | –  | V  | V  | P  |
| Posizione | 2 | 4 | 5 | 7 | 5 | 4 | 2 | 4 | 4 | 4  | 5  | 5  | 6  | 6  | 4  | 6  | 6  | 6  | 4  | 6  | 6  | 6  | 6  | 7  | 6  | 6  | 5  | 5  | 5  | 5  |

Legenda:

Luogo: C = Casa; T = Trasferta. Risultato: V = Vittoria; N = Pareggio; P = Sconfitta.